# Campeonato de División Intermedia 1924 (Argentina)
El Campeonato de División Intermedia 1924 fue el torneo que constituyó la decimocuarta edición de la División Intermedia y la vigésima sexta temporada de la segunda división de Argentina en la era amateur.
El certamen contó con cuatro nuevos participantes: Bristol, campeón de Segunda División; Compañía General de Buenos Aires y Villa Ballester, escisiones de los equipos de la AAmF; y Bulnes, La Protectora Balear y Saavedra, debutantes.
El torneo coronó campeón a Chacarita Juniors, que ascendió por primera vez a Primera División.
Por su parte, el torneo de la Asociación Amateurs fue ganado por Excursionistas.

## Ascensos y descensos
| Pos. | Ascendidos a Primera División 1924 |
| ---- | ---------------------------------- |
| 1.°  | Sportsman                          |

| Pos. | Ascendidos de Segunda División 1923 |
| ---- | ----------------------------------- |
| 1.°  | Bristol                             |
| s/d  | La Protectora Balear                |

| Afiliados                        |
| -------------------------------- |
| Bulnes                           |
| Compañía General de Buenos Aires |
| Saavedra                         |
| Villa Ballester                  |

| Descendidos de Primera División 1923 |
| ------------------------------------ |
| No hubo                              |

| Desafiliados       |
| ------------------ |
| General San Martín |
| Ituzaingó          |
| Municipal          |

El número de equipos aumentó a 32.

## Sistema de disputa
Los participantes fueron divididos en tres zonas geográficas, donde se enfrentaron entre sí bajo el sistema de todos contra todos a dos ruedas. El ganador de cada zona accedió a la fase final.
Fase final
A los tres clasificados se les incorporó el campeón de la Federación Platense de Football. Los cuatro participantes se enfrentar a eliminación directa.
El ganador se consagró campeón y ascendió a Primera División.

## Fase de zonas

### Zona Norte
| Pos. | Equipo            | Pts. | J  | G  | E | P  |
| ---- | ----------------- | ---- | -- | -- | - | -- |
| 1°   | Chacarita Juniors | 36   | 20 | 16 | 4 | 0  |
| 2°   | Central Argentino | 35   | 23 | 14 | 7 | 2  |
| 3°   | Caseros           | 29   | 23 | 13 | 3 | 7  |
| 4°   | Bulnes            | 22   | 24 | 7  | 8 | 9  |
| 5°   | Olivos            | 24   | 22 | 8  | 8 | 6  |
| 6°   | Balcarce          | 22   | 21 | 8  | 6 | 7  |
| 7°   | Unión (C)         | 22   | 23 | 9  | 4 | 10 |
| 8°   | Villa Crespo      | 22   | 21 | 9  | 4 | 8  |
| 9°   | Victoria          | 19   | 23 | 8  | 3 | 10 |
| 10°  | Villa Ballester   | 17   | 23 | 6  | 5 | 12 |
| 11°  | Saavedra          | 16   | 22 | 4  | 8 | 10 |
| 12°  | Deutscher         | 15   | 23 | 5  | 5 | 13 |
| 13°  | Germinal          | 14   | 23 | 5  | 4 | 14 |
| 14°  | Retiro            | 10   | 22 | 2  | 6 | 14 |

|  | Clasificado a la Fase final. |

### Zona Sur
| Pos. | Equipo           | Pts. |
| ---- | ---------------- | ---- |
| 1°   | Adrogué          | —    |
| —    | Barracas Juniors | —    |
| —    | Los Andes        | —    |
| —    | Nacional (A)     | —    |
| —    | Sarmiento        | —    |
| —    | Martín Arín      | —    |
| —    | Porteños Unidos  | —    |
| —    | Wilde            | —    |

|  | Clasificado a la Fase final. |

### Zona Oeste
| Pos. | Equipo                           | Pts. |
| ---- | -------------------------------- | ---- |
| 1°   | Bristol                          | —    |
| —    | Moreno                           | —    |
| —    | La Paternal                      | —    |
| —    | Buenos Aires                     | —    |
| —    | Leandro N. Alem                  | —    |
| —    | Monserrat                        | —    |
| —    | Morón                            | —    |
| —    | Compañía General de Buenos Aires | —    |
| —    | La Protectora Balear             | —    |
| —    | Ramos Mejía                      | —    |

|  | Clasificado a la Fase final. |

## Fase final

### Cuadro de desarrollo
|  | Semifinales | Semifinales       | Semifinales |         |                   | Final             | Final | Final |  |
|  |             |                   |             |         |                   |                   |       |       |  |
|  |             |                   |             |         |                   |                   |       |       |  |
|  | N           | Chacarita Juniors | 2           |         |                   |                   |       |       |  |
|  | N           | Chacarita Juniors | 2           |         |                   |                   |       |       |  |
|  | S           | Adrogué           | 1           |         |                   |                   |       |       |  |
|  | S           | Adrogué           | 1           |         | Chacarita Juniors | Chacarita Juniors | 1     |       |  |
|  |             |                   |             |         | Chacarita Juniors | Chacarita Juniors | 1     |       |  |
|  |             |                   | Bristol     | Bristol | 0                 |                   |       |       |  |
|  | O           | Bristol           | Bristol     | Bristol | 0                 | 2                 |       |       |  |
|  | O           | Bristol           |             |         |                   | 2                 |       |       |  |
|  | P           | Gutenberg         | 1           |         |                   |                   |       |       |  |
|  | P           | Gutenberg         | 1           |         |                   |                   |       |       |  |
|  |             |                   |             |         |                   |                   |       |       |  |

### Semifinales
| 21 de diciembre | Chacarita Juniors | 2:1 (1:0) | Adrogué            | Estadio de Huracán, Buenos Aires |  |
|                 | Gaslini 40' (53)  |           | 70' (pen.) Magrini |                                  |  |

| 21 de diciembre | Bristol                    | 2:1 (1:1, 0:1) (t. s.) | Gutenberg    | Estadio de Barracas, Buenos Aires |  |
|                 | Carranza 70' · Miorano 93' |                        | 26' Rasilani |                                   |  |

### Final
| 28 de diciembre | Chacarita Juniors | 1:0 (1:0) | Bristol | Estadio de Barracas, Buenos Aires |  |
|                 | Pérez 43'         |           |         |                                   |  |

|                                       |
|                                       |
| Campeón Chacarita Juniors 1.er título |

## Copa Campeonato
La Copa Campeonato de División Intermedia fue disputada por el ganador del Campeonato de División Intermedia y por el ganador del Torneo de Reservas de la Primera División.
| 15 de marzo de 1925 | Chacarita Juniors | 1:1 (0:1) | Boca Juniors (II) | cancha de Huracán, Buenos Aires |  |
|                     | Gaslini 55'       |           | 25' Repetto       |                                 |  |

| 9 de abril de 1925 | Chacarita Juniors        | 2:1 (1:1) | Boca Juniors (II)  |  |  |
|                    | Guidice 5' · Gaslini 67' |           | 34' (pen.) Taggino |  |  |

|                                       |
|                                       |
| Campeón Chacarita Juniors 1.er título |